# Gran Giamahiria Araba Libica Popolare Socialista

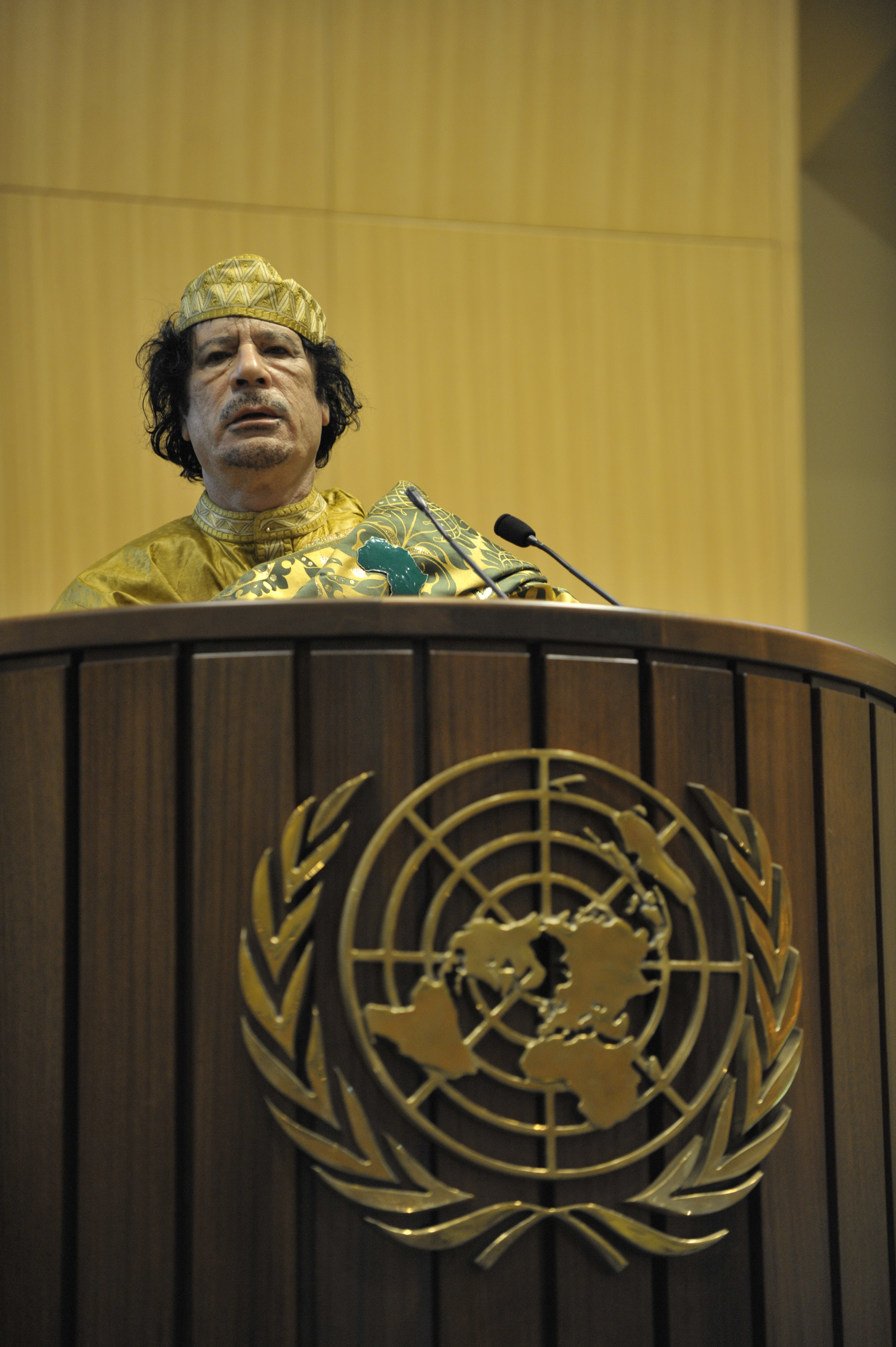
Gheddafi parla in qualità di presidente dell'Unione Africana nel palazzo ONU di Addis Abeba alla sua elezione nel febbraio 2009

Gran Giamahiria Araba Libica Popolare Socialista (in arabo جماهيرية‎?, Jamāhīriyya), è l'appellativo con cui dal 1977 Muʿammar Gheddafi volle ribattezzare lo Stato sorto in Libia dopo il colpo di Stato del 1969 e inizialmente noto come Repubblica Araba di Libia.

## Etimologia

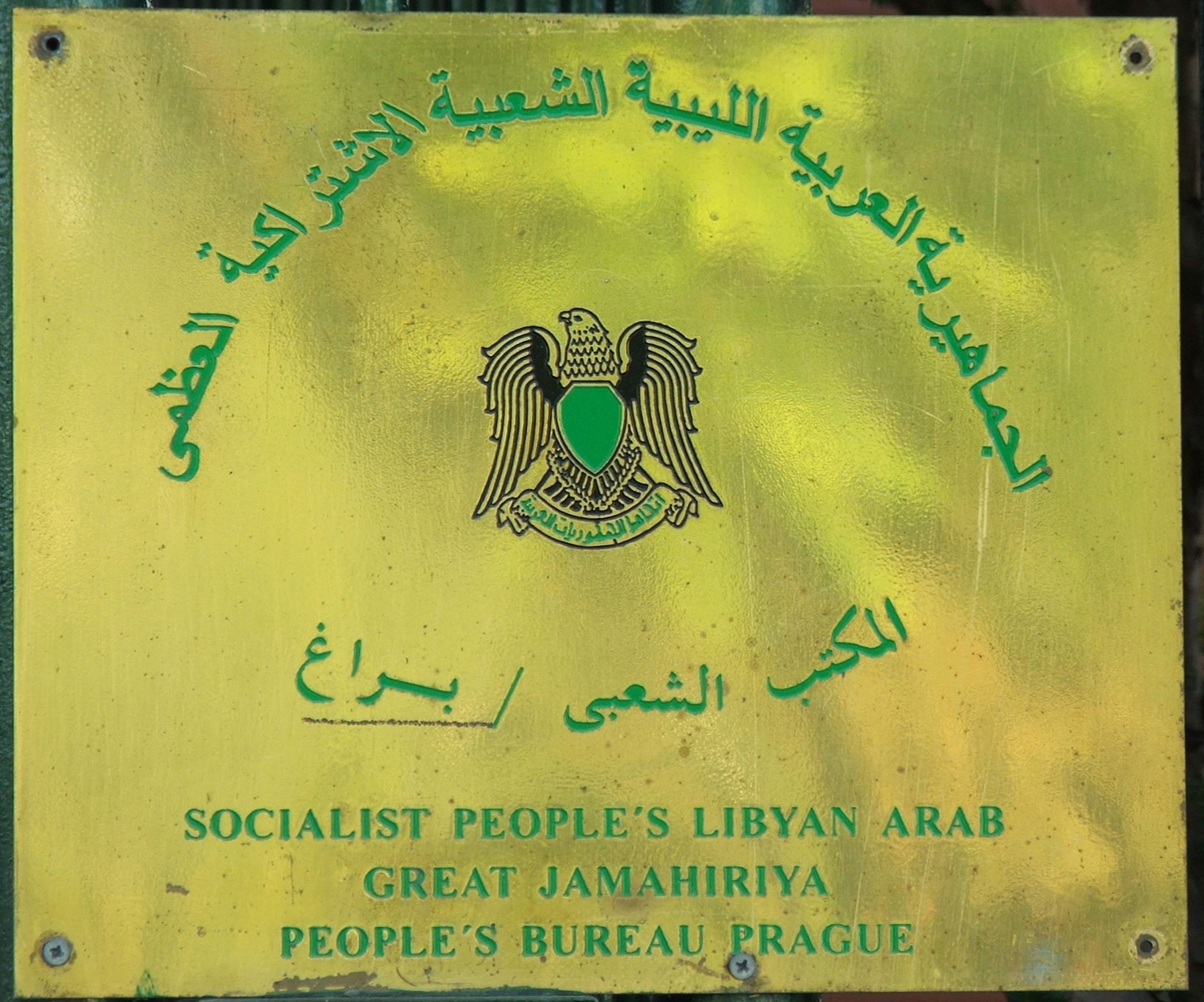
Insegna dell'Ufficio del Popolo (ambasciata) della Gran Giamahiria Araba Libica Popolare Socialista a Praga

Quest'appellativo è un neologismo coniato dal termine arabo jamāhīr, che si può tradurre con "masse". Il significato letterale è dunque "[regime] delle masse". Infatti, la Libia fu chiamata, per volere di Gheddafi, "Repubblica Socialista Popolare" (per intero "Gran Giamahiria Araba Libica Popolare Socialista"). La parola è fatta derivare artificiosamente dal sostantivo arabo jumhūriyya, corrispondente all'italiano "repubblica". In sintesi si tratta di un composto aplologico delle parole jamāhīr (masse) e jumhūriyya (repubblica).

## Storia
Il regime di Gheddafi si può dividere in tre fasi:
- Repubblica Araba di Libia (1969-1972)
- Federazione delle Repubbliche Arabe (1972-1977)
- Gran Giamahiria Araba Libica Popolare Socialista (1977-2011)

Il 1º settembre 1969 re Idris viene deposto da un gruppo di ufficiali nasseriani. Il Paese fu ribattezzato Repubblica araba di Libia e Muʿammar el-Gheddāfī resse il governo provvisorio, che avviò un programma di nazionalizzazioni delle grandi imprese e dei possedimenti italiani, chiudendo inoltre le basi militari statunitensi e britanniche.
La piena sovranità politica permise al governo di impiegare le entrate delle grandi imprese petrolifere nello sviluppo di infrastrutture nel Paese. Nel 1970 i beni degli italo-libici furono confiscati, e gli stessi cittadini furono costretti a lasciare il Paese entro il 15 ottobre 1970.
La politica di sviluppo del territorio perseguita da Gheddafi permise di realizzare, oltre ai miglioramenti, in ogni campo, delle infrastrutture, tra cui il "grande fiume artificiale", un'imponente opera idraulica che attraverso lo sfruttamento dell'acqua fossile, contenuta in laghi sotterranei, forniva acqua potabile a una popolazione in continua crescita. La prima fase di tale opera si concluse nel 1991 con il tratto che giunge fino a Bengasi, la seconda nel 1996 con il tratto che raggiunse Tripoli, la terza nel 2000, permettendo di raggiungere l'entroterra. 
In politica estera, la Libia rivoluzionaria appoggia i movimenti di liberazione nazionale, primo fra tutti l'OLP di Yasser Arafat nella sua lotta contro Israele, e ponendosi come erede di Nasser, Gheddafi tenta senza successo l'unione politica della Libia con la Repubblica Araba Unita di Egitto e Siria (1972), con la Tunisia (1974), con il Ciad (1981) e con il Marocco (1984). Gheddafi espliciterà la sua filosofia politica nel Libro Verde (1976).
Il 2 marzo 1977 venne proclamata "La Giamahiria", la "repubblica delle masse". Nello stesso anno, grazie ai maggiori introiti derivanti dal petrolio, Gheddafi poté dotare il suo Stato di nuove strade, ospedali, acquedotti e industrie. Sull'onda della popolarità, nel 1979 rinunciò a ogni carica politica, pur rimanendo l'unico leader del Paese con l'appellativo di "guida della rivoluzione". Le deboli organizzazioni libiche del movimento operaio, sindacali e politiche, dopo aver subito la repressione da parte della monarchia di re Idris I al-Sanusi, vennero definitivamente eliminate attraverso assassini, e detenzioni dalla dittatura nazionalista. Gli intellettuali di orientamento marxista subirono nell'aprile 1973 e nel dicembre 1978 la feroce repressione del regime di Gheddafi.
Nello stesso periodo la Libia viene coinvolta in un conflitto di frontiera contro il Ciad per il possesso della striscia di Aozou, un territorio ricco di risorse minerarie, contesa che viene risolta pacificamente solo nel 1994. Sempre durante questo periodo, e per molti anni, Gheddafi fu uno dei pochi leader internazionali che continuarono a sostenere i dittatori Idi Amin Dada e Bokassa.
Negli anni ottanta, la Libia di Gheddafi si configurò come "Stato canaglia", sostenitore di gruppi terroristici quali l'irlandese IRA e il palestinese Settembre Nero. Gheddafi fu progressivamente emarginato dalla NATO, e, in reazione all'attentato alla discoteca di Berlino del 1986, il 15 aprile dello stesso anno, Tripoli venne bombardata dai caccia americani, attraverso l'operazione El Dorado Canyon. Per reazione la Libia rispose con uno sterile attacco missilistico contro Lampedusa.
Nel 1988, la nazione venne accusata, senza prove certe, di aver organizzato l'attentato di Lockerbie sul volo Volo Pan Am 103, che causò la morte di 270 persone. Con la risoluzione 748/92, l'ONU impose un embargo alla Libia, durato fino alla consegna degli imputati, avvenuta il 5 aprile 1999, e nel 2003 all'accettazione della responsabilità civile verso le vittime.
La Giamahiria si riavvicina alla comunità internazionale a partire dagli anni novanta: nel 1990 con la condanna dell'Iraq nella guerra del Golfo, attraverso la mediazione tra Etiopia ed Eritrea, e nel 1999 all'opposizione ad al-Qa'ida. Il 15 maggio 2006 gli Stati Uniti riallacciano le relazioni diplomatiche interrotte 25 anni prima, togliendo la Libia dalla lista degli "stati canaglia". Nuove tensioni sono sorte dal 2008 tra la Libia e la Svizzera in seguito all'arresto a Ginevra del figlio di Gheddafi, Hannibal, mentre nel 2008 le relazioni diplomatiche con l'Italia si sono stabilizzate, grazie al trattato di Bengasi. Dal febbraio 2009 al gennaio 2010, Gheddafi è stato presidente di turno dell'Unione Africana.
A partire dal 2008, Tripoli annunciò numerose formali innovazioni legislative (riforma del codice penale, della procedura penale, restituzione dei beni espropriati dopo la Rivoluzione, abolizione della pena di morte), senza tuttavia che queste giungessero ad approvazione. Uno dei pochi sviluppi positivi è stato rappresentato dall'abolizione dei tribunali "speciali".
Il piano dell'ex-leader libico Muʿammar Gheddafi, che proponeva di destinare direttamente ai cittadini le entrate petrolifere è stato affrontato dal parlamento libico nel marzo 2009. Solo 64 dei 468 rappresentanti hanno sostenuto il piano, mentre altri 251 hanno votato "sì, in linea di principio", ma hanno chiesto un'estensione di tempo per l'attuazione del programma. Il piano è dunque stato rifiutato.

## Ordinamento
Secondo la Costituzione del 2 marzo 1977 l'ordinamento dello Stato libico era considerato come un unicum: la Libia non era strettamente una "Repubblica" ("Jumhūriyya") ma, in senso più volutamente più ampio, una "Giamahiria" ("Jamāhīriyya" neologismo appositamente creato e traducibile come "Regime delle Masse"), nella quale non vi era normale separazione dei poteri. Il regime si basava su una concezione populista-autoritaria del potere e sulla filosofia politica del Libro Verde di Gheddafi, ove confluivano, in modo spesso confuso, sia teorie di impronta socialista-panaraba che musulmana. Il sistema istituzionale prevedeva la teorica partecipazione diretta del popolo alla vita politica e alla gestione del potere, attraverso la partecipazione ad assemblee locali, i Congressi popolari di base, per le quali però non erano previste elezioni: i partiti politici erano infatti aboliti. La partecipazione dei cittadini alla vita pubblica appariva limitata, e la stessa agenda legislativa era per lo più posta in essere dal Comitato Generale del popolo.
La Giamahiria si rappresentava come democrazia diretta. I Congressi popolari, riuniti ogni anno ai tre livelli di amministrazione territoriale, formulano raccomandazioni a cui si ispira l'azione di governo degli organi esecutivi, i Comitati Popolari. Gheddafi, quale "Guida della Rivoluzione", si poneva al di sopra del sistema istituzionale, manovrando la maggior parte delle leve di potere del regime. L'opposizione, per la maggior parte basata all'estero, non aveva vera capacità di azione nel paese.
Vi erano due tipi di organi di governo in Libia:
- Il "Settore della rivoluzione" che comprendeva la Guida[14] della Rivoluzione[15], gli altri membri ancora in vita del Consiglio di Comando Rivoluzionario[16] e i Comitati Rivoluzionari. La loro legittimazione derivava dalla partecipazione alla rivoluzione del 1º settembre 1969: non erano eletti né potevano essere sostituiti mediante elezioni. In seguito al malcontento popolare, nel 1988 il potere dei CR fu ridotto a favore del secondo settore.
- Del "Settore della Giamahiria" (democrazia diretta e autogestione) facevano parte organi sia del potere legislativo sia del potere esecutivo secondo una piramide di legittimazione dal basso:
  - in ciascuno dei 1 500 distretti urbani,[17] Congresso del Popolo Locale e Comitato del Popolo Locale.
  - in ciascuna delle 32 regioni[18]: Congresso del Popolo della Sha'biyya e Comitato del Popolo della Shaʿbiyya
  - a livello nazionale: Congresso del Popolo Nazionale Generale e Gabinetto, o Comitato del Popolo Nazionale Generale, o Comitato Generale Popolare di Libia.

Il segretario generale del Congresso Nazionale aveva funzioni di capo dello Stato, il segretario generale del Comitato aveva funzioni di capo del governo. Diversi "segretariati" avevano funzione ministeriale, ma con responsabilità scarsamente definite. Nel 2000 Gheddafi aveva avviato una politica di decentralizzazione che aveva portato all'abolizione di alcuni segretariati, le cui funzioni erano passate alle assemblee popolari territoriali.
Ogni 4 anni i membri dei congressi locali dibattevano ed eleggevano i propri dirigenti e i segretari dei comitati. I dirigenti dei congressi locali li rappresentavano al congresso regionale, dove eleggevano i dirigenti regionali e i segretari. I dirigenti dei congressi regionali li rappresentavano al congresso nazionale, che riuniva i suoi 2 700 delegati annualmente, dove eleggevano i dirigenti nazionali e i membri del Gabinetto.
Le istituzioni politiche della Libia durante il periodo di Muʿammar Gheddafi erano regolamentate dalla Costituzione libica del 1969 e ispirate dal Libro Verde dello stesso Gheddafi.
Capo dello Stato
Il potere dal 1969 al 2011 è stato nelle mani di Muʿammar Gheddafi che pur avendo il titolo onorifico di capo di rivoluzione, ha controllato la vita del Paese.
De iure egli esercitò la presidenza come segretario generale del Congresso generale del popolo solo dal 1977 al 1979, passando poi la carica ad altri, ma restando de facto a capo del Paese.
Congresso generale del popolo
Il Congresso generale del popolo (Mu'tammar al-sha'ab al 'âmm) (in arabo مؤتمر الشعب العام الليبي‎?) è stato l'organo legislativo della Libia dal 2 marzo 1977 alla prima guerra civile in Libia del 2011. La sua sede, cioè la sala del Popolo nella piazza Verde di Tripoli, è stata distrutta nel 2011.
Il Congresso generale del popolo era composto da 2.700 membri in rappresentanza dei comitati popolari di base, che interagivano con il Comitato generale popolare di Libia e le "masse" che erano rappresentate da 600 congressi popolari di base.
Il segretario generale del Congresso era de iure il capo di Stato della Libia.
Al Congresso generale del popolo parlò Francesco Cossiga nel 1998, per la fine delle sanzioni dell'ONU contro la Libia, riguardante una missione del governo D'Alema sul caso Lockerbie.
Comitati popolari di base
I comitati popolare di base (in arabo اللجان الشعبية الأساسية‎?) erano 600 in rappresentanza dei "comuni" della Libia, e facevano da intermediari tra le "masse" e il Congresso generale del popolo. Erano eletti dai congressi popolari di base che rappresentavano le "masse".
Congressi popolari di base
I congressi popolari di base (in arabo المؤتمرات الشعبية الأساسية‎?) si potevano paragonare a un consiglio comunale ed erano eletti dalle "masse" come previsto nel Libro Verde di Gheddafi.
Potere giudiziario
Il potere giudiziario non esisteva in forma autonoma: la giustizia era amministrata dai comitati popolari mediante corti sommarie, il secondo settore, e i delitti politici erano giudicati dai tribunali rivoluzionari e dai tribunali militari, il primo settore. In realtà per la maggior parte delle cause esisteva il sistema tradizionale a tre livelli, con giudici nominati dai congressi corrispondenti. Il diritto applicato era, in linea di principio, quello coranico, la shari'a ; non erano garantite le libertà fondamentali e i diritti umani non venivano garantiti costituzionalmente o comunque per principio assoluto.
Società civile
Il regime voleva teoricamente essere una democrazia diretta; i partiti politici erano però vietati dalla legge 71 del 1972. Le ONG erano ammesse da una legge del 1971, ma dovevano conformarsi agli scopi del regime. Non esistevano sindacati né diritto di sciopero, ma numerose associazioni professionali erano corporativisticamente integrate nella struttura della Giamahiria come suo terzo pilastro, a fianco dei Congressi e dei Comitati, e designavano propri componenti del Congresso generale.

### Democrazia e diritti umani
Il Democracy Index del settimanale The Economist riportava per il 2010 la Libia al 158º posto su 165, classificandola come "regime autoritario". Il rapporto 2010 di Freedom House qualificava il Paese come "non libera", sia per la libertà di stampa, sia in generale per la libertà dei cittadini. Il figlio secondogenito del colonnello, ovvero Saif al-Islam Gheddafi, era addirittura stato investito dal padre come erede alla presidenza sin dal 1995, secondo una non infrequente ansia dei dittatori di instaurare una successione dinastica, seppur in un quadro istituzionale repubblicano.
La Libia di Gheddafi fu generalmente considerata come un regime autoritario, a causa della mancanza dei diritti umani nel Paese. Secondo l'Organizzazione non governativa Freedom House, nel 2009 la Libia era un paese non libero (sono possibili, secondo l'ONG, tre varianti: libero, parzialmente libero e non libero). Secondo il rapporto annuale dell'Organizzazione non governativa Human Rights Watch il ministero libico della giustizia e i tribunali libici non ricercavano "la giustizia e la verità". Inoltre si registravano violazioni e discriminazioni ai danni delle tribù meridionali Tuareg e Tebu. In Libia era ed è in vigore la pena di morte.
Il 7 giugno 2010 la Libia chiuse l'ufficio dell'Agenzia ONU per i Rifugiati (UNHCR), per cui non fu più possibile chiedere asilo politico. Il ministro degli esteri dichiarò che l'Agenzia dell'ONU per i rifugiati svolgeva un'attività illecita, e la decisione non fu accompagnata da ulteriori spiegazioni.